# Milton Giménez
Milton Giménez (Grand Bourg, 12 de agosto de 1996) es un futbolista argentino que juega como delantero en el Club Atlético Boca Juniors de la Primera División de Argentina.

## Trayectoria
Giménez empezó su carrera en Atlanta, procedente de Deportivo Armenio. Hizo tres apariciones como suplente en tres temporadas en los comienzos de su carrera, una en cada campaña; y luego fue nueve veces en la siguiente temporada 2016-17. A mitad de esa temporada, Giménez fue cedido al Ferrocarril Midland de la Primera C Metropolitana. En ese club hizo cinco goles en veinte partidos. De regreso a Atlanta, Giménez jugó en catorce partidos en la temporada 2017-18 y anotó cinco goles, contra Comunicaciones, Almirante Brown, San Miguel, Talleres y Defensores de Belgrano, respectivamente.

### B Nacional
En julio de 2019, luego de ascender a la Primera B Nacional con Atlanta, Giménez fue dado a préstamo a Comunicaciones de la Primera B Metropolitana. Anotó en su debut de local contra San Miguel el 17 de agosto. En la temporada 2019-2020 anotó catorce goles más, que incluyeron dobletes ante Fénix, Sacachispas y Argentino. Giménez regresó a Atlanta en junio de 2020, anotando posteriormente tres goles en ocho partidos ante Ferro Carril Oeste, Estudiantes de Buenos Aires y San Martín de Tucumán en la segunda división. El 18 de febrero de 2021, Giménez ascendió a Primera División con Central Córdoba; firmando una cesión hasta diciembre.

### Central Córdoba
Giménez marcó en su debut en la máxima categoría durante una victoria de visitante ante el Atlético Tucumán el 22 de febrero de 2021. Siguió con un gol en sus dos próximas apariciones ante San Lorenzo y Banfield respectivamente. El 27 de marzo anotaría un gol de tiro libre en el minuto 95 del partido para lograr un agónico empate por 2 a 2 ante Rosario Central.

### Banfield
Se incorporó a Club Atlético Banfield a principios del año 2023 luego de una aventura en México con el Necaxa. Debutó el 18 de febrero en la derrota 2-0 frente a Newell's Old Boys. El 7 de abril marcó su primer gol en el Taladro, en el empate 3-3 contra  Velez Sarfield. En el taladro marcó 20 goles en 57 presencias.

### Boca Juniors
En julio de 2024, fue adquirido por Boca Juniors en un 100% del pase por 2,7 millones de dólares. El 4 de agosto de ese año, marcó su primer gol, fue de taco frente a Barracas Central. Unas semanas después marcó nuevamente en la remontada del Xeneize frente a San Lorenzo de Almagro.

## Selección nacional

### Juveniles
Giménez representó a la selección sub-23 de Argentina en la edición de 2016 del Torneo de Fútbol Sait Nagjee en la India.

## Estadísticas
- Actualizado al 17 de agosto de 2025.

| Club                            | Div.          | Temporada     | Liga  | Liga  | Copas nacionales | Copas nacionales | Copas internacionales | Copas internacionales | Total | Total |
| Club                            | Div.          | Temporada     | Part. | Goles | Part.            | Goles            | Part.                 | Goles                 | Part. | Goles |
| ------------------------------- | ------------- | ------------- | ----- | ----- | ---------------- | ---------------- | --------------------- | --------------------- | ----- | ----- |
| Atlanta Argentina               |               |               |       |       |                  |                  |                       |                       |       |       |
| 3.ª                             | 2014          | 1             | 0     | 0     | 0                | —                | —                     | 1                     | 0     |       |
| 3.ª                             | 2015          | 1             | 0     | 0     | 0                | —                | —                     | 1                     | 0     |       |
| 3.ª                             | 2016          | 1             | 0     | —     | —                | —                | —                     | 1                     | 0     |       |
| 3.ª                             | 2016-17       | 9             | 0     | 0     | 0                | —                | —                     | 9                     | 0     |       |
| 3.ª                             | 2017-18       | 14            | 5     | 0     | 0                | —                | —                     | 14                    | 5     |       |
| 3.ª                             | 2018-19       | 11            | 1     | 1     | 0                | —                | —                     | 12                    | 1     |       |
| 2.ª                             | 2020          | 10            | 3     | —     | —                | —                | —                     | 10                    | 3     |       |
| Total club                      | Total club    | 47            | 9     | 1     | 0                | 0                | 0                     | 48                    | 9     |       |
| Ferrocarril Midland Argentina   |               |               |       |       |                  |                  |                       |                       |       |       |
| 4.ª                             | 2016-17       | 20            | 5     | —     | —                | —                | —                     | 20                    | 5     |       |
| Total club                      | Total club    | 20            | 5     | 0     | 0                | 0                | 0                     | 20                    | 5     |       |
| Comunicaciones Argentina        |               |               |       |       |                  |                  |                       |                       |       |       |
| 3.ª                             | 2019-20       | 25            | 15    | —     | —                | —                | —                     | 25                    | 15    |       |
| Total club                      | Total club    | 25            | 15    | 0     | 0                | 0                | 0                     | 25                    | 15    |       |
| Central Córdoba (SdE) Argentina |               |               |       |       |                  |                  |                       |                       |       |       |
| 1.ª                             | 2021          | 23            | 11    | 10    | 5                | —                | —                     | 33                    | 16    |       |
| Total club                      | Total club    | 23            | 11    | 10    | 5                | 0                | 0                     | 33                    | 16    |       |
| Necaxa · México                 |               |               |       |       |                  |                  |                       |                       |       |       |
| 1.ª                             | 2021-22       | 15            | 5     | —     | —                | —                | —                     | 15                    | 5     |       |
| 1.ª                             | 2022-23       | 23            | 4     | —     | —                | —                | —                     | 23                    | 4     |       |
| Total club                      | Total club    | 38            | 9     | 0     | 0                | 0                | 0                     | 38                    | 9     |       |
| Banfield Argentina              |               |               |       |       |                  |                  |                       |                       |       |       |
| 1.ª                             | 2023          | 23            | 5     | 14    | 4                | —                | —                     | 37                    | 9     |       |
| 1.ª                             | 2024          | 5             | 4     | 15    | 7                | —                | —                     | 20                    | 11    |       |
| Total club                      | Total club    | 28            | 9     | 29    | 11               | 0                | 0                     | 57                    | 20    |       |
| Boca Juniors Argentina          |               |               |       |       |                  |                  |                       |                       |       |       |
| 1.ª                             | 2024          | 20            | 6     | 3     | 0                | 2                | 1                     | 25                    | 7     |       |
| 1.ª                             | 2025          | 17            | 5     | 1     | 1                | 5                | 0                     | 23                    | 6     |       |
| Total club                      | Total club    | 37            | 11    | 4     | 1                | 7                | 1                     | 48                    | 13    |       |
| Total carrera                   | Total carrera | Total carrera | 218   | 69    | 44               | 17               | 7                     | 1                     | 269   | 87    |